# Gabriella Widstrand
Gabriella Sofia Katarina Widstrand, född 1 juni 1981 i Göteborg i Västra Götalands län, är en svensk skådespelare utbildad vid Teaterhögskolan i Luleå. Under 2012 togs Widstrand ut till reklamkampanjen för Ikea Uppleva. 

## Filmografi (urval)
- 2005 - Elevfilmer vid Dramatiska Institutet (kortfilmer)
- 2005 - SAM (kortfilm)
- 2005 - Drömmen om ett liv (kortfilm)
- 2009 – Lyckliga familjen
- 2012 - Ikea Uppleva (reklamfilm)

## Teater

### Roller (ej komplett)
| År   | Roll   | Produktion                                  | Regi                   | Teater               |
| ---- | ------ | ------------------------------------------- | ---------------------- | -------------------- |
| 2008 | Birgit | Stackars mej Håkan Jaensson och Arne Norlin | Lotta Östlin Stenshäll | Västerbottensteatern |